# Acropora awi
Acropora awi är en korallart som beskrevs av Wallace och Wolstenholme 1998. Acropora awi ingår i släktet Acropora och familjen Acroporidae. IUCN kategoriserar arten globalt som sårbar. Inga underarter finns listade i Catalogue of Life.